# Die weiße Massai
Die weiße Massai ist der erste Teil einer autobiographischen Tetralogie, in der Corinne Hofmann ihre Lebensgeschichte erzählt. Sie verliebte sich im Kenia-Urlaub in einen Samburu-Krieger und gab ihr vorheriges Leben in der Schweiz auf, um in Kenia mit dem Samburu-Stamm in Barsaloi zu leben. Die Samburu sind „den Massai verwandt“. Das im August 1998 erschienene Buch wurde weltweit mehr als vier Millionen Mal verkauft und in über 30 Sprachen übersetzt. Die Verfilmung des Buches kam 2005 in die deutschen Kinos.

## Handlung
Corinne Hofmann, 1960 als Tochter einer französischen Mutter und eines deutschen Vaters in der Schweiz geboren, fährt 1986 mit ihrem Freund Marco in den Urlaub nach Mombasa. Auf einer Fähre verliebt sie sich in den Krieger Lketinga vom Stamm der Samburu. Ein halbes Jahr nach ihrer Rückkehr in die Schweiz reist sie nach Kenia, um Lketinga zu heiraten und bei seiner Familie im Dorf Barsaloi im Samburu-Land (Nordkenia) zu leben.
Die Dorfbewohner, der italienische Missionar Pater Giuliano, ihre Freunde wie auch ihre eigene Familie trauen der Erzählerin anfangs nicht zu, das Leben in der fremden Kultur länger als wenige Wochen durchzuhalten. Sie passt sich jedoch an die im Dorf üblichen Lebensumstände an, dazu gehört das Leben in einer Lehmhütte (Manyatta) und das Akzeptieren fehlender Infrastruktur sowie Logistik. Die nächste größere Stadt Maralal ist mehrere Stunden entfernt und nur schwer erreichbar. Dazu kommen Schwierigkeiten, ein Fahrzeug repariert zu bekommen und Benzin oder einfache Lebensmittel wie Zucker oder Mais zu beschaffen. Um an ihr Bankkonto zu kommen, muss Corinne in die etwas mehr als 500 km südlich liegende Hauptstadt Nairobi reisen, dies ist auch erforderlich, um Ausweise und Genehmigungen zu erhalten. Corinne richtet schließlich das erste Lebensmittelgeschäft im Dorf ein, welches sie auch selbst betreibt. Da sie die im Dorf gesprochene Maa-Sprache der Massai nur unzureichend lernt, funktioniert die Kommunikation mit den Dorfbewohnern eher intuitiv. Das einfache Leben in Reduktion auf die elementaren Dinge, die die Natur hergibt, beschreibt die Autorin als sehr positiv.
Im Laufe ihres Aufenthalts bei den Massai erkrankt Corinne mehrfach an Malaria, bringt völlig unterernährt ihre Tochter Napirai unter schlechten Versorgungsbedingungen zur Welt und erzieht diese in einer ihr noch immer fremden Kultur. Nebenbei nimmt sie wahr, dass ihre eigenen Vorstellungen von Partnerschaft, Sexualität und Erziehung völlig unvereinbar mit denjenigen der traditionellen Samburu-Kultur sind. Vielehe, weibliche Genitalverstümmelung, Bildungsnotstand und die unzureichenden hygienischen Verhältnisse beunruhigen sie, sie glaubt jedoch lange Zeit an eine Lösbarkeit dieser Probleme.
Erst als Lketinga aus Eifersucht die Autorin bedroht und beschimpft und am Ende die Vaterschaft für seine Tochter in Frage stellt, stellt Corinne ihren Aufenthalt in Frage, sie fühlt sich im Stamm missverstanden, die Unterschiede zwischen den verschiedenen Lebenswelten empfindet sie inzwischen als zu gravierend. Sie eröffnet zusammen mit Lketinga in Mombasa noch einen Massai-Shop für Touristen, kehrt jedoch im Oktober 1990 zusammen mit ihrer Tochter in die Schweiz zurück.

## Fortsetzungen
Über die Entstehungsgeschichte des Buches „Die weiße Massai“ schreibt Corinne Hofmann in „Zurück aus Afrika“, dem zweiten Teil der Tetralogie. Der dritte Band, „Wiedersehen in Barsaloi“, erzählt von dem Besuch der Autorin bei ihrer Massai-Familie und zeigt die Unterschiede, die sich im Dorf seit ihrem Abschied ergeben haben.
Im vierten Teil beschreibt Corinne Hofmann, neben einzelnen Geschichten über das Leben in den Slums von Nairobi, das bewegende Wiedersehen der Tochter Napirai mit ihrem Vater in Kenia.

## Verfilmung
Die deutsche Regisseurin Hermine Huntgeburth verfilmte 2004 Corinne Hofmanns ersten Teil der Trilogie „Die weiße Massai“, der ab September 2005 in den deutschen Kinos gezeigt wurde. Gedreht wurde nicht in Barsaloi, sondern in einem für den Film aufgebauten Massai-Dorf in der Nähe von Wamba. Im Film-Camp lebten traditionelle Familien als Statisten, Corinne (im Film Carola genannt) wird von Nina Hoss gespielt, Jacky Ido, ein in Paris lebender Burkiner, ist Lketinga (im Film Lemalian genannt). Der Film reduziert den Buchbericht in einigen Abschnitten, so fällt beispielsweise Corinnes letztes halbes Jahr mit Lketinga und Napirai im Touristenviertel von Mombasa weg. Andere Inhalte, die im Buch nur angedeutet sind, erfahren hingegen eine szenische Ausschmückung. Hierzu zählen Liebesszenen, weitere Erlebnisse wie die Beschneidung eines Mädchens und eine Totgeburt auf der Laderampe eines Landrovers. Kritische Stimmen haben dem Film deshalb eine undifferenziert verkürzende Tendenz zur mythischen „Schwarz-weissen Erotik als Afrika-Exotik“ (Neue Zürcher Zeitung vom 19. September 2005) vorgeworfen. In ihrem Buch „Wiedersehen in Barsaloi“ äußerte die Autorin trotz punktueller Skepsis grundlegendes Einverständnis mit der cinematographischen Verarbeitung des Stoffes.

## Kritik
Es wird kritisiert, dass Corinne Hofmann ihr eigenes Kind aus Afrika „entführt“ hat. Die Tochter hat den Vater erst wieder nach ihrer Volljährigkeit gesehen. Zudem wird kritisiert, dass die Autorin aus ihrem Ehemann, einem Samburu-Krieger, für ihr Buch kurzerhand einen Massai gemacht hat, da dieser Stamm in Europa bekannter ist. Die Samburu, die sich nach kriegerischer Auseinandersetzung vermutlich im 16. Jahrhundert von den Massai abgespaltet haben, ziehen es vor, nicht mit diesem Stamm gleichgestellt zu werden.
Des Weiteren handele es sich bei Hofmanns Darstellung Afrikas und seiner Bewohner um modernisierten Rassismus mit kolonialen Stereotypen. So werde Lketinga häufig auf seinen Körper reduziert und überhaupt das Exotische hervorgehoben, außerdem werde er von der Autorin infantilisiert. Schwarze Frauen würden generell als rechtlos beschrieben. Aufgrund der von ihr suggerierten angeblich statischen Verwurzelung der Menschen in ihren jeweiligen Kulturen (Veränderungsbedarf sehe sie ohnehin ausschließlich bei Schwarzen) fehle ein echter Dialog auf Augenhöhe oder ein beiderseitiges Bemühen um Annäherung. Über Differenzen und Hierarchien werde nicht verhandelt, da Hofmann zu sehr von der Überlegenheit „weißer Kultur“ und Lebensart überzeugt sei. Daher fokussiere sie sehr auf von ihr so wahrgenommene Rückständigkeiten ihrer Umgebung und nehme immer mehr die unreflektierte missionarische Rolle einer Zivilisationsbringerin ein.